# Névoa (DC Comics)
O Névoa (The Mist)  é o nome de dois vilões da DC Comics, arquiinimigos do Starman original e seu filho. Para o super-herói da DC Comics, consulte Omega Men.

## Névoa (Kyle)
O nome do primeiro Névoa era Kyle Pomba (sobrenome desconhecido). Ele lutou na I Guerra Mundial como capitão do exército canadense. Ele também era um cientista e criou um dispositivo que transformou seu corpo em forma gasosa, ele se tornou um supervilão, em primeiro lugar combater o Sandman (Wesley Dodds) sob o nome Johnathon Smythe, antes de mudar seu nome para "O Névoa". Em 1941, ele realizou uma onda de crimes em Opal City e foi parado por Ted Knight, o Starman I; jurou vingar-se de Starman e se tornou seu arqui-inimigo.
Ele era um membro da encarnação da Sociedade Secreta dos Super Vilões do Ultra-Humanóide, e apareceu durante o final da série Starman 80 (narrando as aventuras de Will Payton), em seguida, usando o nome Nimbus.
O Névoa teve dois filhos, Kyle e Nash.
No início dos anos 90, depois de Ted Knight tinha se aposentado (na sequência dos acontecimentos do Zero Hora), o Névoa planejou sua vingança final em Starman e enviou seu filho, também chamado Kyle, para matar o filho de Ted, David, assim como quase matando seu segundo filho, Jack na demolição de sua casa e sequestrando Ted. Em troca de seu pai, Jack enfrentou o jovem Kyle, resultando na morte do Kyle Júnior, que deixou louco o Névoa. Foi assim durante algum tempo até fazer um pacto com o demônio Neron, restaurando a sua sanidade. Isso permitiu a ele aconselhar a sua filha entrar no esquema de Simon Culp para destruir Opal, e conversivamente matar Culp quando ele ameaçou-a, alegando que ele "odiava anões". Finalmente, ele revelou que ele estava cansado e decidido a acabar com sua vida, plantando uma bomba nuclear em Opal City definido para detonar no momento da sua morte e, em seguida, tomando veneno. No entanto, ele não conseguiu destruir a cidade, como um doente terminal Ted Knight usou uma versão avançada de seu bastão gravitacional para levantar o prédio inteiro onde estava a bomba milhas no ar, os dois inimigos fizeram as pazes antes que o coração de Névoa parou, matando os dois.

## Poderes e habilidades
O Névoa pode assumir forma gasosa e ficar tangível ou intangível a vontade, podendo solidificar apenas partes do corpo se desejar.